# Ali Akbar Khan
Ali Akbar Khan (bengali আলী আকবর খাঁ), född 14 april 1922 i Comilla i nuvarande Bangladesh (då Östbengalen), död 18 juni 2009, var en indisk sarodspelare och kompositör. Han var elev till sin far, Allauddin Khan, och räknas som en av de stora mästarna på det traditionella stränginstrumentet sarod.
Khan väckte uppmärksamhet genom talrika konserter över stora delar av världen. Han har även samarbetat med musiker från väst, sedan han på 1950-talet varit en av de första som uppträdde och gav ut skivor med klassisk nordindisk musik i väst. Khan har också undervisat i musik i både Indien och USA.